# Профессорский уголок

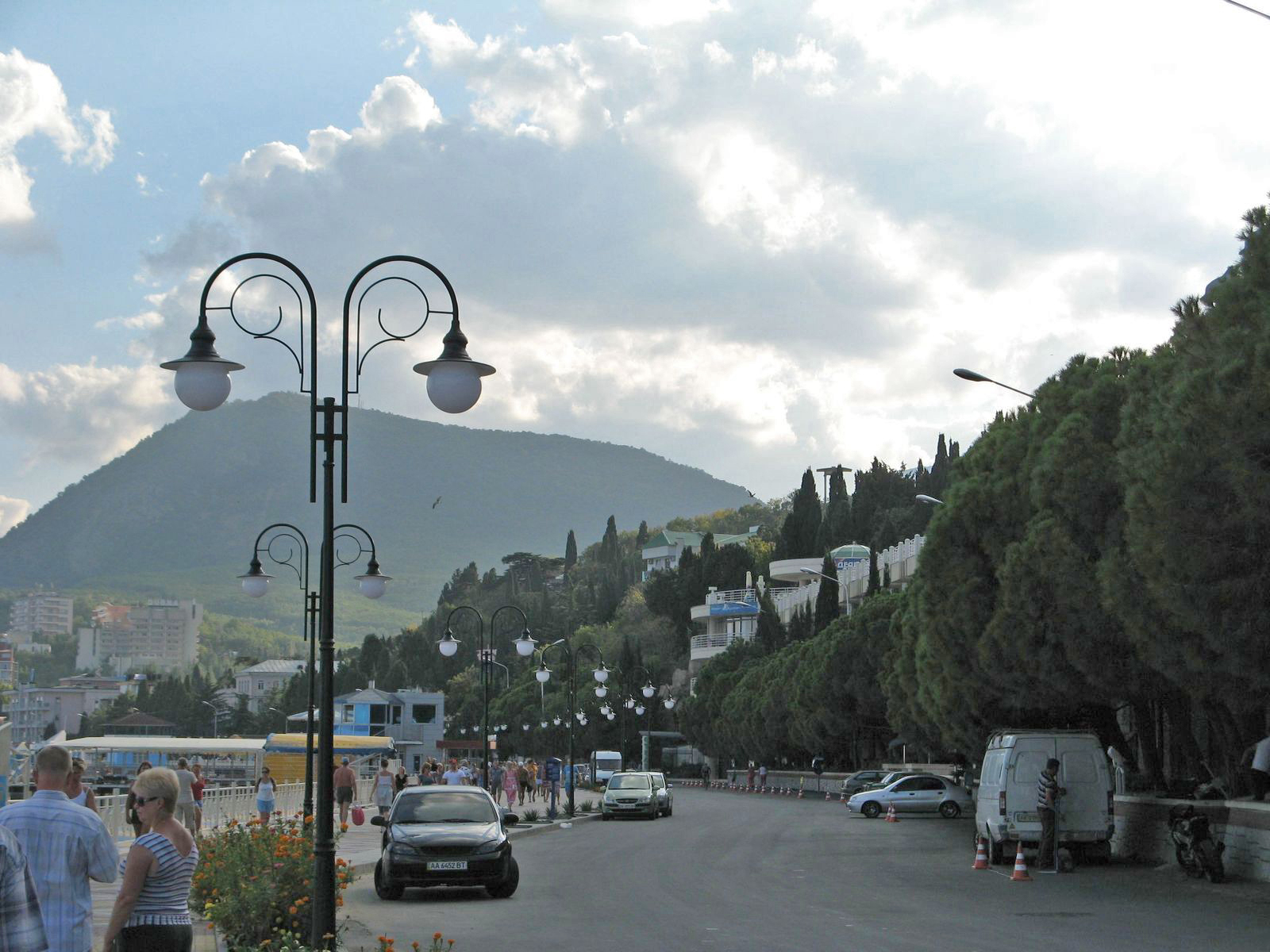
Профессорский уголок. Вид с набережной на гору Кастель

Профе́ссорский уголо́к (раньше носил название Чолмекчи-Фиде-Кора, затем – Тернак, с конца XIX века — Профессорский уголок, с 1920 — Рабочий уголок, затем вновь Тернак, в 1948—2001 годы — вновь Рабочий уголок) — западная часть города Алушты, которая появилась в середине XIX века.
В Профессорском уголке находятся пансионаты и дачи, а сам берег представляет великолепный пляж. От Алушты до Кастели по территории Профессорского уголка проходит благоустроенная набережная с пляжами, по склонам — шоссейная дорога.
В досоветский период во время сезона между Алуштой и Профессорским уголком курсировал трам-линейка с платой по 10 копеек. В настоящее время[когда?] от центра Алушты до Профессорского уголка можно дойти пешком по набережной, а также доехать общественным транспортом.

## История
Первоначально Кастель-Приморский был дачной местностью по берегу Чёрного моря под горой Кастель, художественно описанной Евгением Марковым в его «Очерках Крыма». В 1886 году, после ухода в отставку, в своем особняке в Кастель-Приморском поселился известный профессор геологии Н. А. Головкинский. После того, как рядом с домом H. А. Головкинского начали строить свои дачи многие видные учёные, местность и получила название «Профессорский уголок». Профессорский уголок стал местом, где отдыхали, работали и жили представители русской интеллигенции: профессора Д. И. Тихомиров, А. Е. Голубев, А. И. Кирпичников, Н. А. Умов, Н. П. Кондаков, Н. Н. Бекетов и другие. Позднее архитектор А. Н. Бекетов построил тут дачу, ныне Дом-музей академика А. Н. Бекетова в Алуште.  Объект культурного наследия народов РФ регионального значения. Рег. № 911710955470005 (ЕГРОКН).
Долгие годы здесь жила первая русская женщина-врач Н. П. Суслова. По её инициативе в Профессорском уголке открылась бесплатная школа для деревенских детей. Двум учёным — гидрологу Н. А. Головкинскому и Н. П. Сусловой — в селе Лазурное, у подножия горы Кастель установлены памятники. В годы гражданской войны здесь жил писатель И. С. Шмелёв. Ныне там открыт Дом-музей И. С. Шмелёва в Алуште.
С Рабочим уголком была связана жизнь русского писателя С. Н. Сергеева-Ценского. Осенью 1906 года он покупает имение, расположенное в урочище Хурда-Тарлы, на южном склоне горы Орлиная. Ныне это Алуштинский литературно-мемориальный музей С. Н. Сергеева-Ценского  Объект культурного наследия народов РФ регионального значения. Рег. № 911710955550005 (ЕГРОКН). В 1944 году после возвращения из эвакуации исполком алуштинского городского совета временно предоставил писателю дачу академика архитектуры А. И. Бекетова, скончавшегося в 1941 году. Прожив в ней свыше двух лет, С. Н. Сергеев-Ценский завершил свой роман «Пушки заговорили», написал воспоминания «Моё знакомство с И. Е. Репиным». На этом здании установлена мемориальная доска.